# Un enamorament de pes
Un enamorament de pes (originalment en neerlandès, Zwaar verliefd!) és un llargmetratge neerlandès del 2018. Barbara Sloesen i Jim Bakkum interpreten els papers principals. La pel·lícula està basada en el llibre homònim de Chantal van Gastel. Més d'una setmana després de l'estrena, es va aconseguir l'estatus de Pel·lícula d'Or per haver aconseguit més de 100.000 espectadors. S'ha doblat al català.
El juny de 2021, es va estrenar una seqüela de la pel·lícula amb el nom de Zwaar verliefd! 2.
La veterinària Isa, que viu a 's-Hertogenbosch, és soltera. Els seus amics intenten, sense fruits, ajudar-la a tenir una relació. Durant un torn de nit, coneix l'ebenista Ruben que passa amb el seu gos Bo, que s'ha emmalaltit per menjar xocolata. Després de diverses complicacions, en Ruben i la insegura Isa s'enamoren.

## Repartiment
| Intèrpret          | Personatge |
| ------------------ | ---------- |
| Barbara Sloesen    | Isa        |
| Jim Bakkum         | Ruben      |
| Abbey Hoes         | Tamara     |
| Jamie Grant        | Daphne     |
| Liza Sips          | Floor      |
| Kay Greidanus      | Stijn      |
| Davy Eduard King   | Bram       |
| Sarah Chronis      | Marleen    |
| Pim Wessels        | Robin      |
| Christopher Parren | Mas        |